# フェルナンド・デ・ノローニャ
座標: 南緯3度51分13.71秒 西経32度25分25.63秒 / 南緯3.8538083度 西経32.4237861度
フェルナンド・デ・ノローニャ（Fernando de Noronha ブラジルポルトガル語発音: [feʁˈnɐ̃du d(ʒ)i noˈɾoɲɐ]）は、ブラジルのペルナンブーコ州に属する大西洋上の島々、及びその主島の名前である。

## 概要
主島フェルナンド・デ・ノローニャ島を中心に20の火山島などの島々からなる。面積約26km2、人口約1200人。首都ブラジリアや旧首都リオ・デ・ジャネイロおよび同国最大都市であるサンパウロと時差があり、首都よりも1時間早い。人口は約3500人(2012年)。
島々およびその沿岸には大西洋島嶼森林および海洋性のマングローブがある、一帯にハシナガイルカ、マダライルカなどの多くのイルカおよびサンゴ、マグロ、カジキ、サメ、ウミガメ、熱帯の海鳥が生息しており、ザトウクジラの繁殖地でもある。2018年にラムサール条約登録地となった。
ただし、本島はむかし一度刑務所化され、その後も軍事基地として用いられたため、原生林は全て伐採され、全ての森林は外来種樹種の二次林である。また、外来種のネズミ、イヌ、テグーも持ち込まれ、鳥類の生息に大きな影響を与える。

## 世界遺産
主島であるフェルナンド・デ・ノローニャ島の大部分と周辺の島々、および海域は、「フェルナンド・デ・ノローニャ海洋国立公園」（Parque Nacional Marinho de Fernando de Noronha, National Marine Park of Fernando de Noronha）として国立公園になっている。これと、近隣のロカス環礁を中心とする「ロカス環礁海洋生物保護区」は、2001年に「ブラジルの大西洋上の島々 : フェルナンド・デ・ノローニャ諸島とロカス環礁の保護区群」として世界遺産リストに登録された。

### 登録基準
この世界遺産は世界遺産登録基準のうち、以下の条件を満たし、登録された（以下の基準は世界遺産センター公表の登録基準からの翻訳、引用である）。
- (7) ひときわすぐれた自然美及び美的な重要性をもつ最高の自然現象または地域を含むもの。
- (9) 陸上、淡水、沿岸および海洋生態系と動植物群集の進化と発達において進行しつつある重要な生態学的、生物学的プロセスを示す顕著な見本であるもの。
- (10) 生物多様性の本来的保全にとって、もっとも重要かつ意義深い自然生息地を含んでいるもの。これには科学上または保全上の観点から、すぐれて普遍的価値を持つ絶滅の恐れのある種の生息地などが含まれる。

## 交通

### 空港
- フェルナンド・デ・ノローニャ空港

ブラジル本土のレシフェとナタールとの間に、1日3便定期航空便が運航されている。エールフランス447便墜落事故の際には、事故現場が近いことから捜索・残骸回収の拠点となった。